# Robert M. Timm
Robert Mark Timm (* 28. August 1949 in Wilber, Nebraska) ist ein US-amerikanischer Zoologe und Parasitologe. Sein Forschungsschwerpunkt sind tropische Säugetiere und deren Parasiten.

## Leben
Nach seinem Highschool-Abschluss begann Timm 1967 ein Zoologiestudium an der University of Nebraska at Kearney, wo er 1971 den Bachelor of Science erlangte. 1971 folgte ein Studium an der University of Minnesota in Minneapolis, wo er 1975 an der Abteilung für Ökologie und Verhaltensbiologie zum Master of Science graduierte. 1974 studierte er Tropenökologie bei der Organization for Tropical Studies der Universidad de Costa Rica in San José, Costa Rica. Ab 1975 studierte er an der University of Minnesota in St. Paul, wo er im August 1979 an der Abteilung für Entomologie, Fischerei und Wildtiere zum Ph. D. promoviert wurde. Von 1980 bis 1986 war er Kurator und Leiter der Abteilung für Säugetiere am Field Museum of Natural History in Chicago. Von 1989 bis 2002 arbeitete er im Vorstand der American Society of Mammalogists. Von 2002 bis 2004 war er Vizepräsident und von 2006 bis 2008 war er Präsident der American Society of Mammalogists. 
Timm hatte mehrere Forschungsaufenthalte in Costa Rica, darunter als Koordinator für Tropenökologie der Organization for Tropical Studies der Universidad de Costa Rica in den Jahren 1982, 1984, 1988, 1989, 1991 sowie von 1994 bis 2004. Seit 1997 ist er für das Las Cruces Biological Station Advisory Committee in Costa Rica tätig.
Timm ist seit 1986 Professor an der Abteilung für Ökologie und Evolutionsbiologie der University of Kansas in Lawrence. Er hat mehr als 150 Fachartikel, zwei Bücher und eine Reihe von Online-basierten Publikationen zu verschiedenen Aspekten der Säugetiere, Parasiten von Säugetieren sowie über die Koevolution von Parasiten und deren Säugetierwirten veröffentlicht. Seine Forschungsinhalte konzentrieren sich auf tropische Säugetiere, insbesondere auf die Systematik und den Naturschutz. Seit den 1970er Jahren betreibt er Feldstudien über die Systematik, Ökologie, Parasiten und den Naturschutz von tropischen Säugetieren. Er unterrichtet Feldkurse in den Tropen, darunter als regelmäßiges Fakultätsmitglied der Organization for Tropical Studies in Costa Rica für Bachelor- und Graduiertenkollegs. Ferner unterrichtet er Spezialkurse über neotropische Fledermäuse.
Timm gehört zu den Erstbeschreibern von mehreren neuen Säugetierarten, darunter von Cryptotis hondurensis (1992), Cryptotis colombiana (1993), Notiosorex villai (2000), die Nebelwald-Stacheltaschenmaus (Heteromys nubicolens) (2006), die Manus-Ratte (Rattus detentus) (2016) und Cryptotis monteverdensis (2017). 1994 beschrieb er die Kieferlaus Eutrichophilus hershkovitzi.
2017 wurde Timm mit dem Joseph Grinnell Award der American Society of Mammalogists ausgezeichnet.

## Schriften (Auswahl)
- Lawrence R. Heaney, Robert M. Timm: Relationships of pocket gophers of the genus Geomys from the Central and Northern Great Plains. Miscellaneous publication (University of Kansas. Museum of Natural History) Nr. 74, 1983
- Robert M. Timm: A Key to the Bats of Costa Rica, University of Kansas, Center of Latin American Studies, 1998
- Robert M. Timm, Hugh H. Genoways: West Indian Mammals from the Albert Schwartz Collection: Biological and Historical Information. Mammalogy Papers: University of Nebraska State Museum, Nr. 107, 2003
- Bernal Rodríguez-Herrera, Rodrigo A. Medellín, Robert M. Timm: Murciélagos Neotropicales Que Acampan En Hojas: Guía De Campo / Neotropical Tent-roosting Bats: Field Guide, 2007